# Waldbrunn (Westerwald)
Pour les articles homonymes, voir Waldbrunn.
Waldbrunn (Westerwald) est une municipalité allemande située dans l'arrondissement de Limbourg-Weilbourg et dans le land de la Hesse.